# USS Vulcan (AC-5)
USS Vulcan (Collier No. 5) – amerykański węglowiec, druga jednostka United States Navy noszącą tę nazwę.
Stępkę okrętu położono 5 października 1908 w Sparrows Point (Maryland) w stoczni Maryland Steel Co.. Został zwodowany 15 maja 1909. Wszedł do służby 2 października 1909 w Norfolk Naval Shipyard.
Przez kolejne dwa lata "Vulcan" operował z portu w Norfolk, dostarczając węgla i zapasów okrętom Floty Atlantyku w ramach wspierania ich operacji wzdłuż wschodniego wybrzeża USA i w Indiach Zachodnich. Został umieszczony poza służbą w Portsmouth Naval Shipyard 4 maja 1912. Węglowiec pozostawał tam nieaktywny do powrotu do służby 25 lutego 1914.
Wznowił swoje operacje zaopatrzeniowe w ramach Floty Atlantyku na obszarze od Portsmouth (New Haven) do zatoki Guantanamo na Kubie i od Melville (Rhode Island) do Vera Cruz w Meksyku. Poza przewożeniem węgla transportował także zapasy i zaopatrzenie wojskowe dla Eskadry Krążowników Floty Atlantyku (ang. Atlantic Fleet Cruiser Squadron).
W czasie I wojny światowej "Vulcan" służył we Flocie Szkolnej (ang. Fleet Train), dostarczając węgiel okrętom. Po tym, jak walki zostały przerwane, okręt został przekazany Naval Overseas Transportation Service 2 stycznia 1919 i służył w tej organizacji do powrotu do Floty 23 czerwca.
Po rutynowych operacjach przez pozostałą część roku 1919 i cały 1920 węglowiec popłynął na wody europejskie 12 lutego 1912, by odsłużyć turę służbową, wspierając amerykańskie okręty będące elementem stabilizującym w czasie problemów powojennych. Dotarł do Cherbourga we Francji 28 lutego, wyładował pasażerów i zaopatrzył w węgiel "Chattanooga" (PG-30), zanim popłynął na Maltę, aby dostarczyć węgiel krążownikowi USS "Pittsburgh" (CA-4) 21 marca.
"Vulcan" popłynął następnie na Adriatyk i dotarł do Poli we Włoszech 26 marca. Wypłynął pięć dni później, dotarł do Neapolu 3 kwietnia, ale wkrótce udał się do Gibraltaru, aby wyładować towar i pasażerów.
Po powrocie do Nowego Jorku 30 kwietnia "Vulcan" został wycofany ze służby w Norfolk Naval Shipyard 20 lipca. Przebywał przez prawie dwa lata w rezerwie. Został skreślony z listy jednostek floty 26 kwietnia 1923. Sprzedano go 12 grudnia 1923 firmie N. Block and Co. z Norfolk.